# Vaidas Sakalauskas

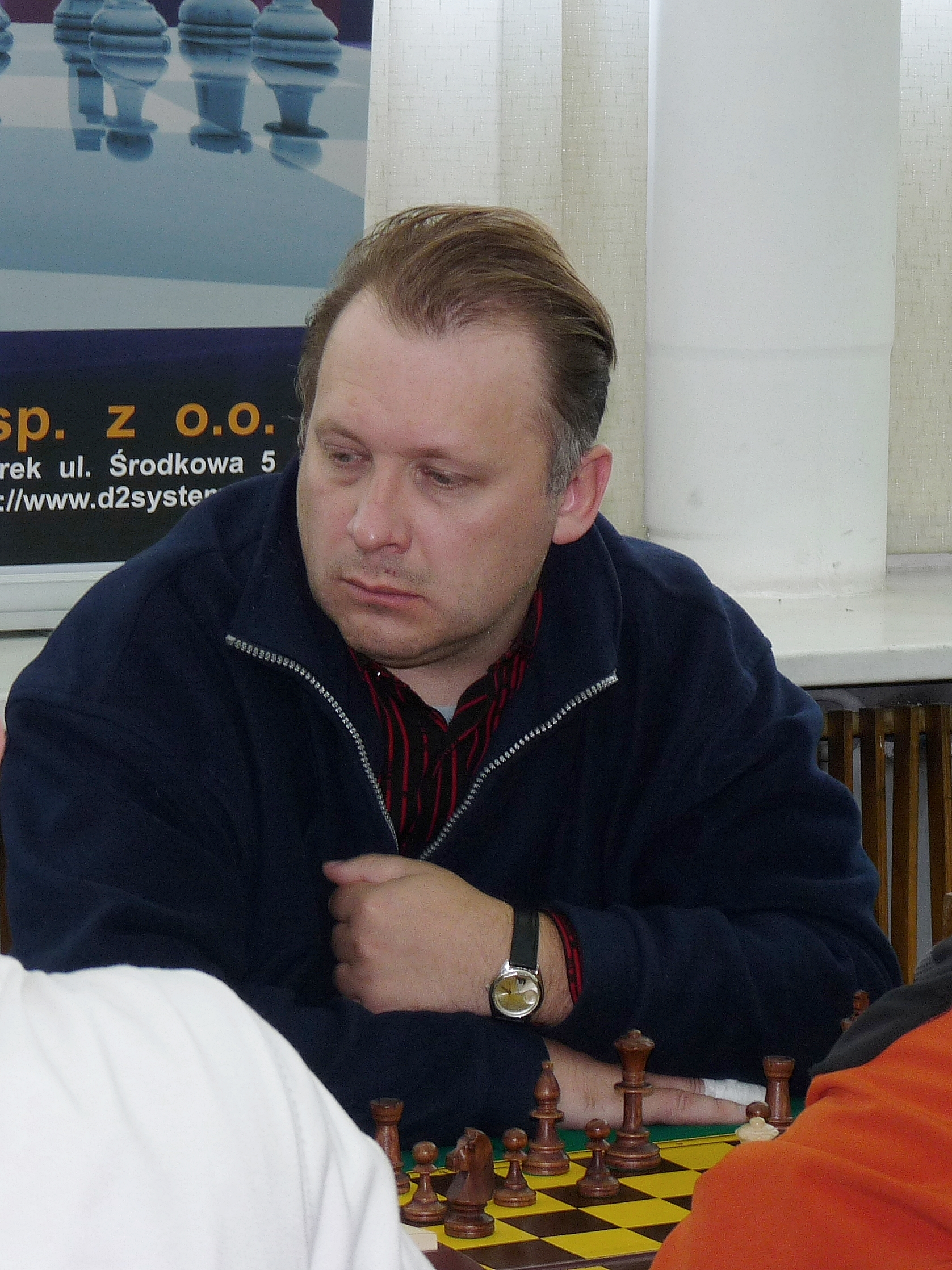
Vaidas Sakalauskas (2010)

Vaidas Sakalauskas (* 2. Juli 1971) ist ein litauischer Schachspieler und Trainer. Er trägt seit 1998 den Titel Internationaler Meister.

## Leben
1994 absolvierte Sakalauskas das Diplomstudium an der Litauischen Universität für Bildungswissenschaften (LEU) und wurde Geschichtslehrer. Von 1994 bis 2006 war er Jugend- und Kinderschachtrainer am Sportzentrum Radviliškis.
Für die litauische Nationalmannschaft spielte er bei den Schacholympiaden 1998, 2000, 2002 und 2004, wobei er 2004 eine individuelle Goldmedaille für sein Ergebnis von 6 Punkten aus 7 Partien am ersten Reservebrett erhielt. Außerdem gehörte er bei den Mannschaftseuropameisterschaften 1999, 2003, 2005 und 2011 zur litauischen Mannschaft. In der polnischen Ekstraliga spielt er 2015 für die Mannschaft von bezokularow.pl Chrobry Gniezno. Seine Elo-Zahl beträgt 2383 (Stand: Juni 2015), seine höchste Elo-Zahl hatte er im Oktober 2005 mit 2481.

## Schülerinnen
- Viktorija Čmilytė, GM, litauische Frauen-Meisterin
- Dagnė Čiukšytė, IM
- Deimantė Daulytė, IM, litauische Frauen-Meisterin
- Simona Limontaitė, WIM
- Salomėja Zaksaitė, WIM, litauische Frauen-Meisterin
- Vesta Kalvytė, WFM, litauische Frauen-Meisterin (2010).[3]